# Trox braacki
Trox braacki är en skalbaggsart som beskrevs av Clarke H. Scholtz 1980. Trox braacki ingår i släktet Trox och familjen knotbaggar. Inga underarter finns listade i Catalogue of Life.